# Sofronije Podgoričanin
Sofronije Podgoričanin (Podgorica, 1668-Sremski Karlovci, 7 de enero de 1711) fue el último metropolitano de Krušedol  y, por tanto, uno de los más importantes metropolitanos de la Iglesia Ortodoxa Serbia de la época.

## Biografía
Sofronije Podgoričanin nació en Podgorica, en lo que hoy es Montenegro, pero en ese entonces era parte del Imperio Otomano. Se unió a la orden monástica cuando era joven y más tarde, después de completar sus estudios teológicos en Peć, fue ascendido de rango. Sofronije se convirtió en archimandrita en el Patriarcado de Peć y cuando el obispo Jovan del Monasterio Papraća murió en 1694, fue nombrado administrador del monasterio y exarca del Patriarca Arsenije III Čarnojević . Con el patriarca, emigró al norte a los territorios serbios, entonces bajo el dominio de Austria y Hungría.
Después de la muerte del obispo Petronije Ljubibratić y su hermano Janićije lo sucedió en la Eparquía de Eslavonia, fue Sofronije Podgoričanin quien fue nombrado sucesor por Arsenije III.
En 1703, los húngaros, bajo el liderazgo de su famoso príncipe de Transilvania, Francisco Rákóczi II, se rebelaron contra los austriacos y exigieron la independencia de Hungría de la monarquía de los Habsburgo. Fue solo entonces cuando Viena alivió la presión sobre los serbios, con la esperanza de pacificarlos debido a la necesidad de asistencia de Austria en sus tratos con los húngaros. En 1705, el patriarca Arsenije III elige a Podgoričanin para reemplazar al Obispo de Pakrac. Al año siguiente, el patriarca Arsenije III envió al emperador austríaco una solicitud por escrito de que se evitaran más restricciones a la Iglesia ortodoxa serbia, los derechos políticos, económicos y militares. Y así, en 1706, el emperador José I volvió a confirmar los privilegios concedidos por los serbios Leopoldo I.
La segunda asamblea en Krušedol de 1710 fue para elegir un reemplazo para Isaija Đaković, quien murió tan solo meses después de su designación, en 1708. Los austríacos impidieron al recién elegido Metropolitano Sofronije Podgoričanin realizar el juramento. Sin embargo, el Patriarca Kalinik I entregó sus bendiciones, así como un pergamino oficial que confirmaba al metropolitano de Krušedol, y al mismo tiempo, le extendió a él y a su Sede una forma de autonomía. A pesar de la constante intromisión de Viena en los asuntos serbios, los ortodoxos serbios fueron atrincherando lentamente sus organizaciones comunales y asentándose permanentemente. Años después, la temprana muerte del metropolitano Sofronije provocó otra convocatoria de una tercera asamblea, exactamente en abril de 1713, en Sremski Karlovci. Durante dos años más, la Iglesia estuvo sin líderes hasta que Vikentije Popović-Hadžilavić fue elegido.
Sofronije Podgoričanin es recordado como un defensor de los intereses de Serbia en Pakrac durante el reinado de José I.